# Križevčec
Križevčec je naseljeno mjesto u Republici Hrvatskoj u Zagrebačkoj županiji. 

## Zemljopis
Administrativno je u sastavu grada Svetog Ivana Zeline. Naselje se proteže na površini od 1,90 km². 

## Stanovništvo
Prema popisu stanovništva iz 2001. godine u Križevčecu živi 96 stanovnika i to u 29 kućanstava. Gustoća naseljenosti iznosi 50,23 st./km².
| broj stanovnika | 94    | 170   | 164   | 227   | 87    | 126   | 132   | 149   | 139   | 140   | 135   | 113   | 105   | 100   | 96    | 102   | 98    |
|                 | 1857. | 1869. | 1880. | 1890. | 1900. | 1910. | 1921. | 1931. | 1948. | 1953. | 1961. | 1971. | 1981. | 1991. | 2001. | 2011. | 2021. |